# Marathon de Riga
Le Marathon de Riga est une course d'une distance classique de 42,195 km dans la ville de Riga, en Lettonie. Il a lieu tous les ans depuis 1991.
Le sponsor principal du marathon de 2007 à 2014 était Nordea, depuis 2014 le marathon est parrainé par Lattelecom. 
Pour son édition 2012, le marathon de Riga reçoit le « Label de bronze » dans le cadre des IAAF Road Race Label Events.
Depuis 2006, un semi-marathon est organisé conjointement avec le marathon.

## Histoire
C'est en 1991 qu'a lieu le premier marathon Riga. Il est organisé par le conseil municipal de la ville, avant même que la Lettonie soit indépendante.
Au début ce n’est qu’une course familiale qui ne compte pas plus que quelques centaines de participants.
C’est récemment que la course se popularise et devient un marathon d’ampleur international. Notamment en 2007 lorsque le marathon devient conforme aux normes internationales de l’AIMS. Et en 2012 il franchit un nouveau cap, en recevant de l'Association internationale des fédérations d'athlétisme (IAAF) le « Label de bronze » dans le cadre des IAAF Road Race Label Events.

## Parcours
Le départ comme l’arrivée ont lieu dans le centre historique de la ville à côté du palais présidentiel. Les coureurs passent des deux côtés du fleuve Daugava, le plus large de Lettonie, fleuve qu’ils traversent par le pont Vanšu. Ils font également toute une partie du parcours sur les rues pavés de la vieille ville de Riga.

## Vainqueurs

### Marathon
| Année | Hommes                    | Pays        | Temps           | Femmes                  | Pays        | Temps           | Arrivants    |
| ----- | ------------------------- | ----------- | --------------- | ----------------------- | ----------- | --------------- | ------------ |
| 2019  | Andualem Shiferaw         | Éthiopie    | 2 h 08 min 51 s | Birke Debele            | Éthiopie    | 2 h 26 min 18 s | 720          |
| 2018  | Tsedat Abeje Ayana        | Éthiopie    | 2 h 11 min 00 s | Georgina Jepkirui Rono  | Kenya       | 2 h 28 min 22 s | 1728         |
| 2017  | Joseph Kyengo Munywoki    | Kenya       | 2 h 12 min 14 s | Bekelech Dada Bedada    | Éthiopie    | 2 h 31 min 22 s | 1643         |
| 2016  | Dominic Kangor Kimwetich  | Kenya       | 2 h 11 min 45 s | Shitaye Gemechu Debellu | Éthiopie    | 2 h 38 min 40 s | 1496         |
| 2015  | Haile Bekuma              | Éthiopie    | 2 h 12 min 28 s | Eshetu Meseret          | Éthiopie    | 2 h 37 min 03 s | 1484         |
| 2014  | Yu Chiba                  | Japon       | 2 h 13 min 44 s | Tigist Teshome Ayanu    | Éthiopie    | 2 h 36 min 51 s | 1237         |
| 2013  | Duncan Koech              | Kenya       | 2 h 15 min 34 s | Aberash Nesga           | Éthiopie    | 2 h 40 min 30 s | 1018         |
| 2012  | Kipkorir Kurgat Titus     | Kenya       | 2 h 16 min 52 s | Aleksandrova Iraida     | Russie      | 2 h 37 min 37 s | 901          |
| 2011  | Julius Kuto               | Kenya       | 2 h 15 min 48 s | Desta Girma             | Éthiopie    | 2 h 37 min 14 s | 811          |
| 2010  | Slimani Benazzouz         | Maroc       | 2 h 17 min 33 s | Maryna Damantsevich     | Biélorussie | 2 h 38 min 16 s | 663          |
| 2009  | Oleg Gur                  | Biélorussie | 2 h 18 min 35 s | Katsiaryna Dziamidava   | Biélorussie | 2 h 47 min 30 s | 581          |
| 2008  | Sammy Kibet Rotich        | Kenya       | 2 h 16 min 42 s | Kaja Vals               | Estonie     | 3 h 13 min 54 s |              |
| 2007  | Johnstone Kipko Changwony | Kenya       | 2 h 18 min 30 s | Ludmila Rodina          | Russie      | 2 h 50 min 07 s |              |
| 2006  | Yuri Vinogradov           | Russie      | 2 h 41 min 57 s | Laura Zariņa            | Lettonie    | 3 h 04 min 31 s |              |
| 2005  | Vjačeslavs Bambāns        | Lettonie    | 2 h 45 min 58 s | Kaja Mulla              | Estonie     | 3 h 11 min 09 s |              |
| 2004  | Dmitrijs Sļesarenoks      | Lettonie    | 2 h 27 min 09 s | Modesta Drungiliene     | Lituanie    | 2 h 58 min 29 s |              |
| 2003  | Arūnas Balčunas           | Lituanie    | 2 h 28 min 07 s | Aušra Kavalauskiene     | Lituanie    | 3 h 05 min 26 s |              |
| 2002  | Arūnas Balčunas           | Lituanie    | 2 h 31 min 25 s | Anita Liepiņa           | Lettonie    | 3 h 12 min 16 s |              |
| 2001  | Ziedonis Zaļkalns         | Lettonie    | 2 h 27 min 25 s | Laila Ceika             | Lettonie    | 3 h 11 min 45 s |              |
| 2000  | Ziedonis Zaļkalns         | Lettonie    | 2 h 30 min 59 s | Aušra Kavalauskiene     | Lituanie    | 3 h 12 min 11 s |              |
| 1999  | Arūnas Balčunas           | Lituanie    | 2 h 37 min 10 s | Laila Ceika             | Lettonie    | 3 h 37 min 21 s |              |
| 1998  | Ziedonis Zaļkalns         | Lettonie    | 2 h 33 min 41 s | Laila Ceika             | Lettonie    | 3 h 27 min 49 s | moins de 100 |
| 1997  | Normunds Fedotovskis      | Lettonie    | 2 h 33 min 05 s | Kaja Mulla              | Estonie     | 3 h 12 min 26 s |              |
| 1996  | Aleksandrs Prokopčuks     | Lettonie    | 2 h 31 min 46 s | Inita Drēziņa           | Lettonie    | 3 h 30 min 42 s |              |
| 1995  | Ziedonis Zaļkalns         | Lettonie    | 2 h 32 min 44 s | Galina Bernat           | Estonie     | 3 h 02 min 11 s |              |
| 1994  | Normunds Ivzāns           | Lettonie    | 2 h 43 min 09 s | Laila Ceika             | Lettonie    | 3 h 19 min 56 s |              |
| 1993  | Aleksandrs Prokopčuks     | Lettonie    | 2 h 26 min 41 s | Svetlana Şepelev-Tcaci  | Moldavie    | 2 h 55 min 07 s | 245          |
| 1992  | Gusman Abdulin            | Kazakhstan  | 2 h 21 min 29 s | Olga Youdenkova         | Biélorussie | 2 h 47 min 28 s | 509          |
| 1991  | Vladimir Kalenkovich      | Biélorussie | 2 h 28 min 27 s | Alla Doudayeva          | Biélorussie | 2 h 43 min 53 s | 707          |

 Record de l'épreuve

### Semi-marathon
| Année | Hommes                  | Pays     | Temps           | Femmes             | Pays        | Temps           | Arrivants |
| ----- | ----------------------- | -------- | --------------- | ------------------ | ----------- | --------------- | --------- |
| 2019  | Jānis Višķers           | Lettonie | 1 h 05 min 59 s | Beatie Deutsch     | Israël      | 1 h 17 min 34 s |           |
| 2018  | Aleksandr Matviychuk    | Ukraine  | 1 h 05 min 14 s | Milda Vilčinskaite | Lituanie    | 1 h 14 min 38 s | 4786      |
| 2017  | Robert Kimaru Magut     | Kenya    | 1 h 05 min 04 s | Inga Zālīte        | Lettonie    | 1 h 23 min 45 s | 4016      |
| 2016  | Ibrahim Mukunga Wachira | Kenya    | 1 h 05 min 26 s | Jeļena Prokopčuka  | Lettonie    | 1 h 16 min 06 s | 3559      |
| 2015  | Jānis Girgensons        | Lettonie | 1 h 06 min 29 s | Jeļena Prokopčuka  | Lettonie    | 1 h 13 min 24 s | 3727      |
| 2014  | Ibrahim Mukunga Wachira | Kenya    | 1 h 05 min 56 s | Jeļena Prokopčuka  | Lettonie    | 1 h 14 min 53 s | 3297      |
| 2013  | Jānis Girgensons        | Lettonie | 1 h 07 min 25 s | Jeļena Prokopčuka  | Lettonie    | 1 h 14 min 39 s | 2764      |
| 2012  | Valērijs Žolnerovičs    | Lettonie | 1 h 06 min 04 s | Jeļena Prokopčuka  | Lettonie    | 1 h 10 min 28 s | 2362      |
| 2011  | Sergei Lukin            | Russie   | 1 h 06 min 28 s | Lyubov Morgunova   | Russie      | 1 h 15 min 01 s | 2257      |
| 2010  | Valērijs Žolnerovičs    | Lettonie | 1 h 05 min 40 s | Irene Chepkirui    | Kenya       | 1 h 14 min 04 s | 1866      |
| 2009  | Joel Kosgei Komen       | Kenya    | 1 h 06 min 49 s | Daniela Fetcere    | Lettonie    | 1 h 23 min 05 s | 1448      |
| 2008  | Pavel Loskutov          | Estonie  | 1 h 05 min 52 s | Helen Decker       | Royaume-Uni | 1 h 20 min 00 s |           |
| 2007  | Dainius Saucikovas      | Lituanie | 1 h 09 min 17 s | Ilona Marhele      | Lettonie    | 1 h 22 min 21 s |           |
| 2006  | Viktors Sļesarenoks     | Lettonie | 1 h 15 min 20 s | Anita Liepiņa      | Lettonie    | 1 h 33 min 43 s |           |

## Vainqueurs par pays
Note: Statistiques ne prenant en compte que le Marathon et le Semi-marathon de leur création à 2018 (inclus)
| Pays        | Total | Marathon (hommes) | Marathon (femmes) | Semi-marathon (hommes) | Semi-marathon (femmes) |
| ----------- | ----- | ----------------- | ----------------- | ---------------------- | ---------------------- |
| Lettonie    | 32    | 10                | 7                 | 6                      | 9                      |
| Kenya       | 13    | 7                 | 1                 | 4                      | 1                      |
| Éthiopie    | 10    | 3                 | 7                 | 0                      | 0                      |
| Lituanie    | 8     | 3                 | 3                 | 1                      | 1                      |
| Biélorussie | 6     | 2                 | 4                 | 0                      | 0                      |
| Russie      | 5     | 1                 | 2                 | 1                      | 1                      |
| Estonie     | 4     | 0                 | 4                 | 1                      | 0                      |
| Maroc       | 1     | 1                 | 0                 | 0                      | 0                      |
| Kazakhstan  | 1     | 1                 | 0                 | 0                      | 0                      |
| Japon       | 1     | 1                 | 0                 | 0                      | 0                      |
| Moldavie    | 1     | 0                 | 1                 | 0                      | 0                      |
| Royaume-Uni | 1     | 0                 | 0                 | 0                      | 1                      |
| Ukraine     | 1     | 0                 | 0                 | 1                      | 0                      |
| Israël      | 1     | 0                 | 0                 | 0                      | 1                      |

| Athlète               | Pays     | Victoires | Années                       | Distance      |
| --------------------- | -------- | --------- | ---------------------------- | ------------- |
| Jeļena Prokopčuka     | Lettonie | 5         | 2012, 2013, 2014, 2015, 2016 | Semi-marathon |
| Laila Ceika           | Lettonie | 4         | 1994, 1998, 1999, 2001       | Marathon      |
| Ziedonis Zaļkalns     | Lettonie | 4         | 1995, 1998, 2000, 2001       | Marathon      |
| Arūnas Balčunas       | Lituanie | 3         | 1999, 2000, 2003             | Marathon      |
| Aleksandrs Prokopčuks | Lettonie | 2         | 1993, 1996                   | Marathon      |
| Aušra Kavalauskiene   | Lituanie | 2         | 2000, 2003                   | Marathon      |
| Valērijs Žolnerovičs  | Lettonie | 2         | 2010, 2012                   | Semi-marathon |
| Jānis Girgensons      | Lettonie | 2         | 2013, 2015                   | Semi-marathon |